# Christiane Taubira
Christiane Taubira-Delannon (ur. 2 lutego 1952 w Kajennie) – francuska polityk, reprezentantka Gujany Francuskiej, parlamentarzystka i eurodeputowana, od 2012 do 2016 minister sprawiedliwości.

## Życiorys
Z wykształcenia ekonomistka. W działalność polityczną zaangażowała się na początku lat 90. Założyła wówczas w Gujanie Francuskiej lokalną partię pod nazwą Walwari. Przystąpiła też do ogólnokrajowej francuskiej Lewicowej Partii Radykalnej (PRG). W 1993 po raz pierwszy wybrano ją do Zgromadzenia Narodowego. Skutecznie ubiegała się o reelekcję w wyborach w 1997, 2002 i 2007.
Od 1994 do 1999 sprawowała jednocześnie mandat deputowanej do Parlamentu Europejskiego. Wchodziła w skład grupy Europejskiego Sojuszu Radykalnego, pracowała m.in. w Komisji ds. Rozwoju i Współpracy oraz w Komisji ds. Kultury, Młodzieży, Edukacji i Środków Masowego Przekazu.
W 2002 wystartowała w wyborach prezydenckich jako kandydatka PRG. W pierwszej turze otrzymała ponad 660 tys. głosów, tj. 2,3% poparcia, odbierając głosy głównie kandydatowi Partii Socjalistycznej, Lionelowi Jospinowi.
16 maja 2012 objęła urząd ministra sprawiedliwości i strażnika pieczęci, w rządzie, którego premierem został Jean-Marc Ayrault. Utrzymała to stanowisko także w drugim rządzie tego samego premiera (od 21 czerwca 2012). 2 kwietnia 2014 ponownie powołana na ministra sprawiedliwości w rządzie Manuela Vallsa. Pozostała na tej niej również w utworzonym w sierpniu 2014 jego drugim rządzie.
Jako minister sprawiedliwości współtworzyła ustawę przyznającą prawo do małżeństwa osobom tej samej płci we Francji. 27 stycznia 2016 ustąpiła ze swojego stanowiska, motywując to protestem przeciwko dyskutowanym tego dnia zmianom we francuskiej konstytucji polegającym na rozszerzeniu jej o przepisy dotyczące stanu wyjątkowego wprowadzonego 13 listopada 2015 po zamachach w Paryżu.

## Odznaczenia
- Wstęga Orderu Orła Azteckiego (Meksyk, 2016)[6]